# Marr Auto Car Company
La Marr Auto Car Company fue un fabricante de automóviles estadounidense con sede en Elgin, Illinois, operativa únicamente entre 1903 y 1904, cuando un incendio destruyó sus talleres. 

## The Marr Auto Car
La compañía solo llegó a producir un modelo, el The Marr Auto Car, un runabout (un automóvil ligero de dos asientos) con un motor de 1,7 L de un solo cilindro, que estaba montado debajo del asiento. El motor fue uno de los primeros en tener un árbol de levas en cabeza (OHC). El vehículo tenía el primer volante inclinado, cambio de velocidad con una transmisión de sistema de engranajes planetarios y un nuevo y revolucionario carburador. Desafortunadamente, la fábrica se quemó en agosto de 1904 con 14 coches dentro. Únicamente se conserva un Marr Auto Car hoy en día. 
Fue diseñado por el pionero del automóvil, Walter L. Marr, quien trabajó como diseñador de motores para Buick a partir de 1901, y donde sería ingeniero jefe desde 1904 hasta 1918. Los historiadores automotrices atribuyen a Marr y a sus diseños avanzados el éxito inicial de Buick, que fue la base de General Motors. 

## Lecturas relacionadas
- G. N. Georgano (1968). The Complete Encyclopedia of Motorcars, 1885 to Present.

- Datos: Q1902459
- Multimedia: Marr vehicles / Q1902459